# Tango Łódź
Tango Łódź – sztuka teatralna Radosława Paczochy, napisana na zamówienie Teatru Powszechnego w Łodzi i wystawiona po raz pierwszy na deskach tego teatru w dniu 24 kwietnia 2016 roku. 

## Opis fabuły
Bóg pokarał to miasto przemysłem.

Sztuka prezentuje dwudziestowieczne dzieje Łodzi, od rewolucji 1905 roku do transformacji ustrojowej po 1989 roku, widziane z perspektywy zwykłych robotników i robotnic. Autor stawia pytania o łódzką tożsamość, zarazem ukazując, iż niezależnie od zmieniających się politycznych i gospodarczych władców miasta, życie zwykłych łodzian było przez cały XX wiek pełne upokorzeń, rozczarowań, niespełnionych obietnic, a czasem też dramatycznych wyborów. Szczególny nacisk położony został na niedolę łódzkich robotnic, w przeważającej mierze włókniarek. 

## Prapremiera
W oryginalnej obsadzie prapremierowej inscenizacji znaleźli się Marta Jarczewska, Karolina Krawczyńska, Monika Kępka, Aleksandra Listwan, Beata Ziejka, Mirosław Henke, Piotr Lauks, Maciej Miszczak, Grzegorz Otrębski, Mateusz Rzeźniczak i Arkadiusz Wójcik. Reżyserował Adam Orzechowski. 